# آسلار
شهر آسلار (به آلمانی: Aßlar) در ایالت هسن در کشور آلمان واقع شده است.